# Mesanthura quadrata
Mesanthura quadrata är en kräftdjursart som beskrevs av Brian Frederick Kensley och Marilyn Schotte 2000. Mesanthura quadrata ingår i släktet Mesanthura och familjen Anthuridae.
Artens utbredningsområde är Seychellerna. Inga underarter finns listade i Catalogue of Life.